# Карусь Каганец
Казими́р-Рафаи́л Ка́рлович Кострови́цкий, более известный ́под псевдонимом Кару́сь Кагане́ц (бел. Казімір-Рафал Карлавіч Кастравіцкі — Карусь Каганец; 10 февраля 1868, Тобольск — 20 мая 1918, Койдановский район) — белорусский поэт, драматург, переводчик и художник, общественный деятель, языковед начала XX века. Родственник известного французского поэта Гийома Аполлинера.

## Биография
Родился 29 января (10 февраля) 1868 года в Тобольске в семье Карла Костровицкого, сосланного за участие в восстании 1863 года в Сибирь. В 1874 году семья вернулась на родину, жили в селе Засулье недалеко от Столбцов (Минская губерния) и в Примогилье (возле Дзержинска Минской области). Учился в Минском городском училище, в Московском училище живописи, ваяния и зодчества. Начал заниматься литературной деятельностью в 1893 году. В 1899 году, когда ему было 30 лет, женился на Анне Прокопович (умерла в 1934 году в Москве), в этом браке родились два сына Иван и Мирон (умер в 1919 году). В 1902—1903 годы участвовал в создании БСГ. Когда вспыхнула революция 1905 года, работал десятником в Лиде на строительстве железной дороги Балагое—Седлец. 18 декабря 1905 года приехал со Степаном Богушевичем к братьям Каганца под Койданово и собрали там многолюдный митинг. 19 декабря 1905 года за революционную агитацию среди крестьян его арествали и до 16 мая 1906 года держали в Минской тюрьме во время следствия. По прошению родственников был отпущен на поруки до суда. Потом жил в Минске с семьёй. Из-за болезни С. Богушевича (тиф) суд отложили до 1910 года. 2 апреля 1910 года осуждён Виленской судебной палатой по делу 1905 года на год ареста. Сидел в Минской тюрьме (некоторое время вместе с Якубом Коласом). В тюрьме его здоровье значительно ухудшилось, и в последние годы Каганец отошёл от активной деятельности.
Каганец сотрудничал с главным печатным органом белорусского национально-культурного движения, газетой «Наша ніва». В 1906 году в Санкт-Петербурге анонимно издан учебник «Беларускі лемантар або першая навука чытання», одним из авторов которого был Каганец. Написанный Каганцом водевиль «Модны шляхцюк» стал одним из первых произведений белорусской драматургии. «Модны шляхцюк» долгое время пользовался популярностью и неоднократно ставился на сцене.
Совместно с С. Шавловским перевёл с польского на белорусский язык «Гутаркі аб небе і зямлі» (издано в 1907 году).
Заболел воспалением лёгких. Умер 20 мая 1918 года в Примогилье (сейчас — Дзержинский район Беларуси).
С 2004 года имя Каруся Каганца носит одна из улиц в микрорайоне Лошица Минска.